# 墨脱松田鼠
墨脱松田鼠（学名：Neodon medogensis）一种于中国西藏墨脱县发现的啮齿动物，隶属于仓鼠科亚洲松田鼠属。

## 形态特征
模式标本头体长110毫米，尾长44毫米，重39.2克。皮毛柔软，一般呈黑褐色，毛长约10毫米，毛基黑灰色，毛尖棕色。背腹分界明显。腹部灰白色，毛基黑色。尾背黑灰色，尾腹浅灰白色，尾端毛略长。